# Crónicas de Mesene
Crónicas de Mesene fue una serie de historietas, adscrita al subgénero de la fantasía heroica, creada en 1998 por el guionista Roke González y el dibujante Mateo Guerrero, que luego continuaron otros dibujantes.

## Trayectoria editorial
Los primeros cuatro números de la serie fueron publicados por Planeta DeAgostini en su línea Laberinto.
Continuó al año siguiente en Dude Comics, donde su segunda serie, titulada "Cantares" y todavía dibujada por Mateo Guerrero, gozó de un inesperado éxito de ventas. Siguieron luego las series Periplo (2000) y El Mar de las Tinieblas (2002-2004) y en formato prestigio Alvar (2003).
Entre 2005 y 2006, Dolmen Editorial publicó la última serie: Erika.